# Immortals of Aveum
Immortals of Aveum ist ein Ego-Shooter mit phantastischen Elementen von Ascendant Studios, welches von Electronic Arts veröffentlicht wurde. Statt der genreüblichen Handfeuerwaffen, bilden Zaubersprüche die zentrale Spielmechanik. Das Spiel wurde am 22. August 2023 für PlayStation 5, Xbox Series X/S und Windows-PC veröffentlicht. Es erhielt gemischte Kritiken und verkaufte sich schlecht, was zur Entlassung etwa der Hälfte der Belegschaft des Entwicklers führte.

## Gameplay
Immortals of Aveum wird aus der Ego-Perspektive gespielt. Die Spielfigur kann Zauber aus drei Magieschulen wirken: Macht (blau), Leben (grün) und Chaos (rot). Diese sind unterschiedlich effektiv gegen verschiedene Gegnertypen und haben verschiedene Reichweiten.
Die verschiedenen Magiearten können außerdem zur Lösung von Puzzeln sowie zur Entdeckung von Geheimnissen in der halboffenen Spielwelt eingesetzt werden. Die Manipulation der Umwelt ist sowohl im Kampf als auch während erkundungslastiger Sequenzen ein zentrales Spielelement.
Insgesamt gibt es 25 Zauber und 80 Fertigkeiten, welche synergierend kombiniert werden können.

## Handlung
In Aveum wütet seit Jahrhunderten ein Krieg zwischen dem Königreich Lucium und der Theokratie Rasharn, der sogenannte Everwar. Durch die übermäßige Verwendung von Magie hat sich zwischen den beiden Königreichen ein Spalt geöffnet, die sogenannte „Wunde“.
Nach einem erfolgreichen Taschendiebstahl kehren die Diebe Jak und Luna in ihr Versteck in der Kleinstadt Seren im Königreich Lucium zurück, um festzustellen, dass ihr Freund Caleb schwer verletzt ist. Während Jak und Luna versuchen Medizin zu stehlen, attackiert das Reich Rasharn die Stadt.
Großmagierin Kirkan rekrutiert Jak zur Verteidigung in der Stadt, da er die seltene Gabe hat alle drei Arten der Magie zu wirken. Luna stirbt im Kampf und Jak geht bei Kirkan in die Lehre. Er erklimmt im Militär die Karriereleiter und wird Mitglied der „Unsterblichen“, einer Eliteeinheit Luciums.

## Entwicklung
Ascendant Studios wurde 2018 von einer Gruppe erfahrener Dead-Space- und Call-of-Duty-Entwickler sowie entlassener Telltale-Mitarbeiter gegründet. Immortals of Aveum wurde erstmals bei den The Game Awards 2022  im Rahmen des EA-Originals-Publishing-Programms von Electronic Arts angekündigt. Das Spiel ist einer der ersten veröffentlichten Titel, welcher auf der Unreal Engine 5.1 entwickelt wurde und wurde von Anfang an für sehr leistungsfähige Systeme entwickelt.
Die Entwicklung wurde vom erfahrenen Co-Entwickler-Dienstleister Enduring Games unterstützt.

## Rezeption
Immortals of Aveum erhielt von Kritikern gemischte bis positive Bewertungen. Das allgemein hektische Gameplay wurde positiv aufgenommen, ebenso die Grafik, die Hintergrundwelt und der Soundtrack. Die Handlung und Figuren, der flapsige Ton der Dialoge sowie das Ausrüstungssystem und der niedrige Schwierigkeitsgrad der Rätsel wurden gemischt bewertet. Auch die Darstellung der verschiedenen politischen Systeme sowie die Kapitalismus- und Faschismuskritik und Klimawandel-Darstellung wurde unterschiedlich aufgenommen.
Kritisiert wurden vor allem technische Aspekte, darunter insbesondere Performanceprobleme und diverse Bugs. So wird das Spiel auf der Playstation 5 intern nur in 720p gerendert und anschließend hochskaliert, was insbesondere in ruhigen Szenen negativ auffalle.
Positiv hervorgehoben wurde, dass das Spiel sich von Genrekonventionen löse und mehr mit klassischen Shootern wie Doom oder Hexen gemeinsam habe, als mit Deckungsshootern wie Call of Duty. Der Fokus auf Bewegung und Umgebungseffekte wurde im Allgemeinen positiv aufgenommen. Auch der grafische Stil und die Welt höben sich angenehm von zeitgenössischen Genrevertretern ab. Dank einer Spielzeit von 15 bis 25 Stunden fielen auch manche weniger ausgearbeiteten Systeme nicht allzu schwer ins Gewicht, wobei manche Kritiker im späteren Spielverlauf Eintönigkeit beklagten. Aufgrund der generischen Präsentation und des geringen Schwierigkeitsgrads in der ersten Spielhälfte seien diese positiven Aspekte zudem nicht offensichtlich.
Die halboffene Spielwelt und das grafische Design wurden lobend mit der Fable-Reihe verglichen.

### Wirtschaftlicher Misserfolg
Immortals of Aveum erreichte einen Höchststand von nur 751 gleichzeitigen Spielern auf Steam, was auf die technischen Probleme und die schlechte Optimierung für ältere Hardware zurückgeführt wurde, die das Spiel für viele Nutzer unspielbar machten.
Mitte September 2023 kündigte Bret Robbins, der CEO von Ascendant Studios, aufgrund der schlechten Verkaufszahlen in den ersten Wochen nach Veröffentlichung die Entlassung etwa 40 Entwicklern, was zu diesem Zeitpunkt fast der Hälfte der Belegschaft des Studios entsprach. Da sich die Veröffentlichung auf Ende August statt wie geplant im Juli verzögerte, konkurrierte Immortals of Aveum mit den mit großer Spannung erwarteten und besser vermarkteten Armored Core VI, Starfield und Baldurs Gate 3, welche finanziell deutlich besser abschnitten.
Die Entwicklungskosten lagen bei 85 Millionen Dollar, hinzu kamen 40 Millionen Dollar für Marketing und Vertrieb. Neben dem schwierigen Marktumfeld wurde der Misserfolg viel zu hohen Ambitionen und zurückhaltenden Monetarisierungsmodellen zugeschrieben. Das Spiel sei zudem nicht als kompaktes Einzelspielererlebnis vermarktet worden habe daher kein passendes Publikum gefunden.